# Bringfried Müller
Bringfried Müller (Gera, 28 de enero de 1931-10 de abril de 2016) fue un entrenador y jugador de fútbol alemán que jugaba en la demarcación de defensa.

## Selección nacional
Jugó un total de 18 partidos con la selección de fútbol de Alemania Oriental. Hizo su debut el 18 de septiembre de 1955 en un partido amistoso contra Rumania que ganó el combinado alemán por 2-3. Además disputó la clasificación para la Copa Mundial de Fútbol de 1958 y la clasificación para la Eurocopa 1960. Su último partido con la selección lo disputó el 11 de diciembre de 1960 contra Marruecos, ganando por 2-3.

## Clubes

### Como futbolista
| Club              | País     | Año         | Partidos | Goles |
| ----------------- | -------- | ----------- | -------- | ----- |
| BSG Wismut Gera   | Alemania | 1951 - 1954 | 51       | 1     |
| FC Erzgebirge Aue | Alemania | 1954 - 1965 | 266      | 3     |

### Como entrenador
| Club              | País     | Año         |
| ----------------- | -------- | ----------- |
| FC Erzgebirge Aue | Alemania | 1965 - 1967 |
| Chemnitzer FC     | Alemania | 1968 - 1970 |
| FC Erzgebirge Aue | Alemania | 1971 - 1977 |

## Palmarés

### Campeonatos nacionales
| Título                   | Club              | País     | Año  |
| ------------------------ | ----------------- | -------- | ---- |
| Copa de fútbol de la RDA | FC Erzgebirge Aue | Alemania | 1955 |
| DDR-Oberliga             | FC Erzgebirge Aue | Alemania | 1956 |
| DDR-Oberliga             | FC Erzgebirge Aue | Alemania | 1957 |
| DDR-Oberliga             | FC Erzgebirge Aue | Alemania | 1959 |